# Marie-Caroline de Bourbon-Siciles (1820-1861)
Pour les articles homonymes, voir Marie-Caroline de Bourbon-Siciles et Bourbon-Siciles.
La princesse Marie Caroline Ferdinande de Bourbon-Deux-Siciles, (29 novembre 1820, Naples, Royaume des Deux-Siciles – 14 janvier 1861, Trieste, Empire d'Autriche) est une princesse de la Maison de Bourbon-Deux-Siciles et infante d'Espagne par son mariage avec Charles de Bourbon (1818-1861), prétendant carliste au trône d'Espagne sous le nom de Carlos VI. Marie-Caroline est la fille de François Ier des Deux-Siciles et de sa seconde épouse Marie-Isabelle d'Espagne.

## Le mariage
Marie-Caroline épouse Charles de Bourbon (1818-1861), l'aîné des fils de Charles de Bourbon (1788-1855) et de son épouse Marie-Françoise de Portugal, le 10 juillet 1850 au Palais de Caserte, Royaume des Deux-Siciles.

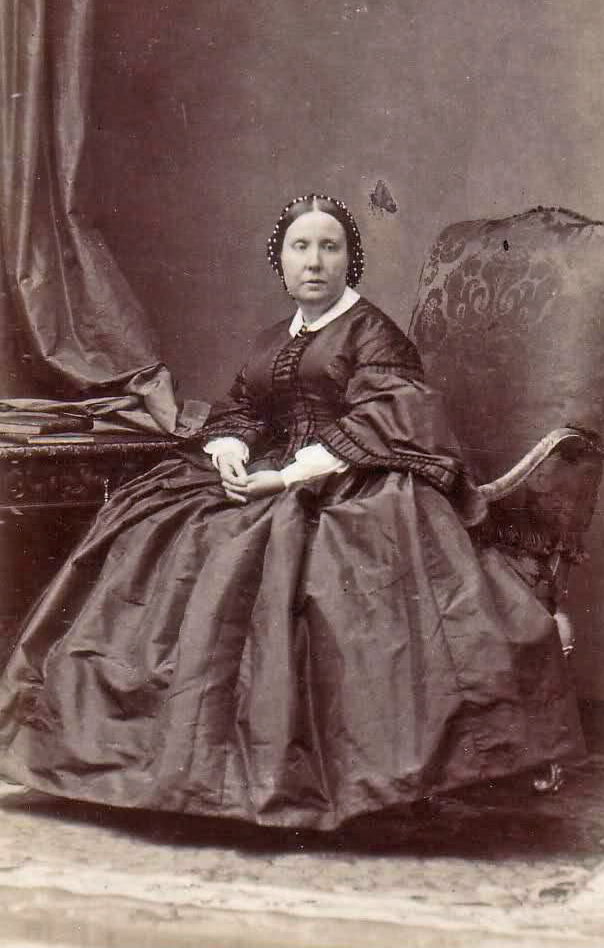
Marie-Caroline vers 1850.

Marie-Caroline et son mari sont décédés du typhus à quelques heures d'intervalle, le 14 janvier 1861 à Trieste. Marie-Caroline avait contracté la maladie de l'infirmière de son mari. Le couple est mort sans descendance. Marie-Caroline et Carlos ont été ensevelis dans la Cathédrale de Saint-Just dans la ville de Trieste.